# Dienstgrade der Feuerwehr in Nordrhein-Westfalen
Die Dienstgrade der Feuerwehr in Nordrhein-Westfalen von dem Feuerwehrmann-Anwärter bzw. der Feuerwehrfrau-Anwärterin auf unterster Ebene der Freiwilligen Feuerwehr bis zum Leitenden Branddirektor, Direktor der (Berufs-)Feuerwehr oder Direktor des Instituts der Feuerwehr.

## Ehrenamtliche in der Freiwilligen Feuerwehr

### Dienstgrad
Die folgende Tabelle zeigt die Dienstgrade und die zugehörigen Abzeichen, wie sie für die ehrenamtlichen Angehörigen der Freiwilligen Feuerwehren in NRW vorgesehen sind. Die Dienstgradabzeichen am linken Ärmel werden nach und nach gegen Schulterklappen ausgetauscht. Die Tabelle, welche aus der offiziellen Anlage zur VOFF NRW (Stand: 27. Mai 2017) entnommen ist, nennt außerdem die Voraussetzungen, die für Beförderungen erfüllt sein müssen. Bei Ausscheiden aus dem Aktiven Einsatzdienst und somit Übertritt in die Ehrenabteilung wird die Schulterklappe um eine 4 mm breite Litze in Ultramarinblau am äußeren Rand ergänzt.
| Dienstgrad                                        | Abkürzung  | Schulterklappe                     | Ärmelabzeichen                 | Voraussetzungen / Qualifikation | mögliche Funktion                                              |
| ------------------------------------------------- | ---------- | ---------------------------------- | ------------------------------ | --- | -------------------------------------------------------------- |
| Feuerwehrmann-Anwärter / Feuerwehrfrau-Anwärterin | FFA / FMA  | Schulterklappe nach VOFF NRW(2017) | Feuerwehrmann-Anwärter         | während der Probezeit | Truppmann                                                      |
| Feuerwehrmann / -frau                             | FF / FM    | Schulterklappe nach VOFF NRW(2017) | Feuerwehrmann                  | nach Bestehen der Probezeit | Truppmann                                                      |
| Oberfeuerwehrmann / -frau                         | OFF / OFM  | Schulterklappe nach VOFF NRW(2017) | Oberfeuerwehrmann              | mindestens 2 Jahre Feuerwehrmann / -frau und erfolgreiche Absolvierung der Truppmannausbildung                                                                         | Truppmann                                                      |
| Hauptfeuerwehrmann / -frau                        | HFF / HFM  | Schulterklappe nach VOFF NRW(2017) | Hauptfeuerwehrmann             | mindestens 5 Jahre Oberfeuerwehrmann / -frau und regelmäßige Beteiligung am aktiven Dienst der Freiwilligen Feuerwehr                                                  | Truppmann                                                      |
| Unterbrandmeister / -in                           | UBM        | Schulterklappe nach VOFF NRW(2017) | Unterbrandmeister              | mindestens Hauptfeuerwehrmann / -frau oder mindestens ein Jahr Oberfeuerwehrmann / -frau und die erfolgreiche Absolvierung der Truppführerausbildung                   | Truppführer (Trupp als nicht selbstständige taktische Einheit) |
| Brandmeister / -in                                | BM         | Schulterklappe nach VOFF NRW(2017) | Brandmeister                   | mindestens 2 Jahre Unterbrandmeister / -in und erfolgreiche Absolvierung des Gruppenführer-Basislehrgangs am Institut der Feuerwehr Nordrhein-Westfalen                | Gruppenführer                                                  |
| Oberbrandmeister / -in                            | OBM        | Schulterklappe nach VOFF NRW(2017) | Oberbrandmeister               | mindestens 2 Jahre Brandmeister / -in und regelmäßige Beteiligung am aktiven Dienst und an Fortbildungsveranstaltungen                                                 | Gruppenführer                                                  |
| Hauptbrandmeister / -in                           | HBM        | Schulterklappe nach VOFF NRW(2017) | Hauptbrandmeister              | mindestens 5 Jahre Oberbrandmeister / -in und regelmäßige Beteiligung am aktiven Dienst und an Fortbildungsveranstaltungen                                             | Gruppenführer                                                  |
| Brandinspektor / -in                              | BI         | Schulterklappe nach VOFF NRW(2017) | Brandinspektor                 | mindestens Oberbrandmeister / -in und erfolgreiche Absolvierung des Zugführer-Basislehrgangs am Institut der Feuerwehr                                                 | Zugführer                                                      |
| Brandoberinspektor / -in                          | BOI        | Schulterklappe nach VOFF NRW(2017) | Brandoberinspektor             | mindestens Brandinspektor / -in und erfolgreiche Absolvierung des Verbandsführerlehrgangs am Institut der Feuerwehr                                                    | Verbandsführer                                                 |
| Gemeinde- oder Stadtbrandinspektor / -in          | GBI / StBI | Schulterklappe nach VOFF NRW(2017) | Stadt-/ Gemeindebrandinspektor | mindestens Brandoberinspektor / -in und erfolgreiche Absolvierung der Lehrgänge „Einführung in die Stabsarbeit“ und „Leiter einer Feuerwehr“ am Institut der Feuerwehr | Leiter der Feuerwehr                                           |

### Zusätzliche Dienstfunktionen
- stv. Einheitsführer (ein silberner Stern, oberhalb der Streifen)
- Einheitsführer (zwei silberne Sterne nebeneinander, oberhalb der Streifen)
- stv. Sprecher der Freiwilligen Feuerwehr in Städten mit einer Berufsfeuerwehr (silberner Lorbeer rechts und links oberhalb der Streifen)
- Sprecher der Freiwilligen Feuerwehr in Städten mit Berufsfeuerwehr (silberner Lorbeer rechts und links / ein silberner Stern oberhalb der Streifen)
- stv. Leiter der Feuerwehr (silberner Lorbeer rechts und links / ein silberner Stern)
- Leiter der Feuerwehr (silberner Lorbeer rechts und links / zwei silberne Sterne übereinander)
- stv. Kreisbrandmeister (goldener Lorbeer rechts und links, ein goldener Stern)
- Kreisbrandmeister (goldener Lorbeer rechts und links / zwei goldene Sterne übereinander)
- stv. Bezirksbrandmeister (goldener Lorbeer rechts und links / zwei goldene Sterne übereinander, Landeswappen in gold)
- Bezirksbrandmeister (goldener Lorbeer rechts und links / drei goldene Sterne übereinander, Landeswappen in gold)
- Jugendfeuerwehrwart oder Stellvertreter (DJF-Emblem, in rotem Rand, mittig oberhalb der Streifen)
- Kinderfeuerwehrwart oder Stellvertreter
- Gemeinde-/Stadtjugendfeuerwehrwart oder Stellvertreter (DJF-Emblem, in rot-silber gedrilltem Rand, mittig oberhalb der Streifen)
- Kreisjugendfeuerwehrwart oder Stadtjugendfeuerwehrwart einer kreisfreien Stadt oder Stellvertreter (DJF-Emblem, in silbernem Rand, mittig oberhalb der Streifen)
- Landesjugendfeuerwehrwart oder Stellvertreter (DJF-Emblem, in goldenerm Rand, mittig oberhalb der Streifen) – Keine staatlich geregelte Funktion, sondern Vereinsfunktion des Verbandes der Feuerwehren in NRW e. V.
- Kinderfeuerwehrwart oder Stellvertreter (KiFW NRW-Emblem, in rotem Rand, mittig oberhalb der Streifen)
- Gemeinde-/Stadtkinderfeuerwehrwart oder Stellvertreter (KiFW NRW-Emblem, in rot-silber gedrilltem Rand, mittig oberhalb der Streifen)
- Kreiskinderfeuerwehrwart oder Stellvertreter (KiFW NRW-Emblem, in silbernem Rand, mittig oberhalb der Streifen)
- Im Bereich der musiktreibenden Züge gibt es die Funktionen vom Dirigent und Stellvertreter (rot-silber gedrillte Umrandung / rote Lyra), Zug- oder Stabführer und Stellvertreter (rot-silber gedrillte Umrandung / silberne Lyra) und Kreis- oder Stadtstabführer und Stellvertreter (silberne Umrandung / silberne Lyra).
- Fachberater ABC (goldenes doppeltes Dreieck mit der Inschrift „ABC“ und zwei gekreuzten Retorten in der Mitte, gold)
- Fachberater Medizin (goldenes doppeltes Dreieck mit der Inschrift „MEDIZIN“ und Äskulapstab in der Mitte, gold)
- Fachberater Seelsorge (goldenes doppeltes Dreieck mit der Inschrift „SEELSORGE“ und dem Symbol der Notfallseelsorge in der Mitte, gold)

Funktionsabzeichen werden kombiniert mit dem Dienstgradabzeichen auf den Schulterklappen getragen. Ausnahmen: Ehrenamtliche Leiter der Feuerwehr und Stellvertreter, ehrenamtliche Kreisbrandmeister und Stellvertreter sowie ehrenamtliche Bezirksbrandmeister und Stellvertreter tragen das Funktionsabzeichen ohne Berücksichtigung ihres Dienstgrads. Auch Fachberater sowie die Funktionsträger musiktreibender Züge tragen Funktionsabzeichen unabhängig von einem eventuell vorhandenen Dienstgrad.

### Funktionsabzeichen
Auch die hier abgebildeten Funktionskennzeichen am Ärmel werden gegen Schulterklappen ausgetauscht, so dass Dienstgrad und Funktion in der Schulterklappe kombiniert werden.

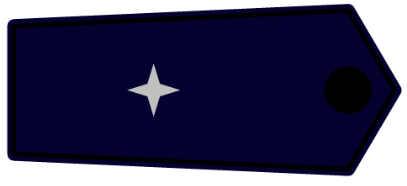
stellvertretende Einheitsführerin oder stellvertretender Einheitsführer
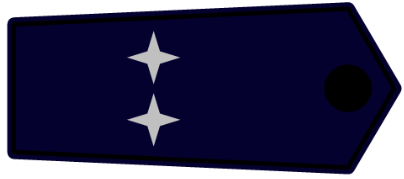
Einheitsführerin oder Einheitsführer
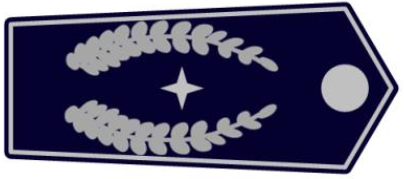
stellvertretender Leiter der Feuerwehr
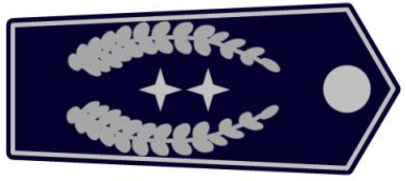
Leiter der Feuerwehr
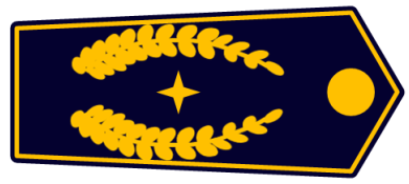
stellvertretender Kreisbrandmeister
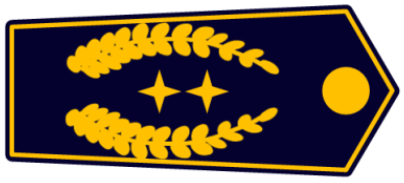
Kreisbrandmeister
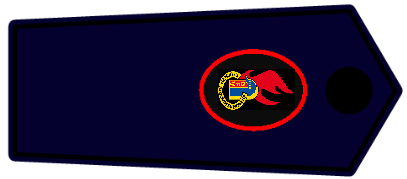
Jugendfeuerwehrwart und Stellvertreter
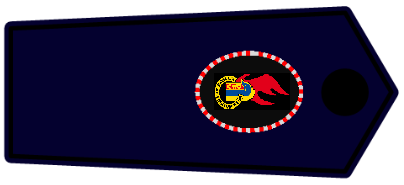
Stadt/Gemeinde Jugendfeuerwehrwart und Stellvertreter
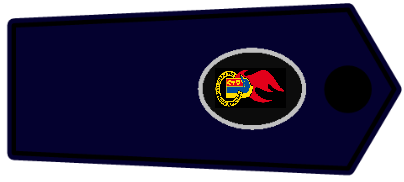
Kreis Jugendfeuerwehrwart und Stellvertreter

Die zu verwendenden Schulterklappen nach VOFF NRW (Stand: 27. Mai 2017) Anlage 2 sind:

stellvertretende Einheitsführerin oder stellvertretender Einheitsführer[5]
Einheitsführerin oder Einheitsführer[5]
stellvertretender Leiter der Feuerwehr
Leiter der Feuerwehr
stellvertretender Kreisbrandmeister
Kreisbrandmeister
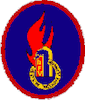
Jugendfeuerwehrwart und Stellvertreter
Stadt/Gemeinde Jugendfeuerwehrwart und Stellvertreter
Kreis Jugendfeuerwehrwart und Stellvertreter

### Fachberater
Darüber hinaus gibt es noch nachfolgende Schulterklappen für Funktionsträger der Fachberatung. Diese sind ohne Dienstgrad zu führen.

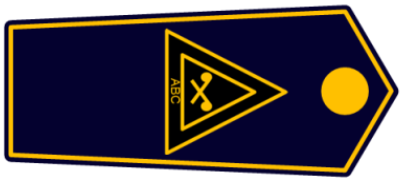
Fachberater ABC
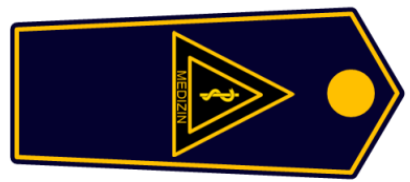
Fachberater Medizin
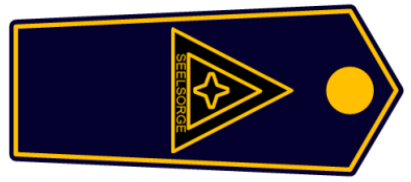
Fachberater Seelsorge

### Feuerwehrmusik
Für Angehörige der Feuerwehrmusik gibt es auch Funktionsbezogene Schulterklappen. Diese sind jedoch anders als die der technischen Fachberater mit Funktionszeichen zu versehen. Hier ist neben dem Dienstgrad eine entsprechend eingefärbte Lyra abgebildet.

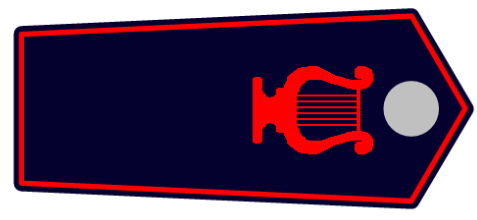
Feuerwehrmusik-Anwärterin oder Feuerwehrmusik-Anwärter
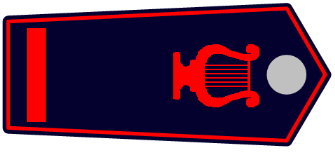
Feuerwehrmusikerin oder Feuerwehrmusiker
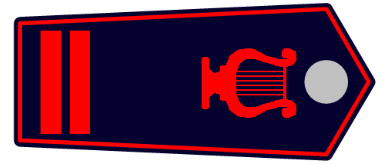
Oberfeuerwehrmusikerin oder Oberfeuerwehrmusiker
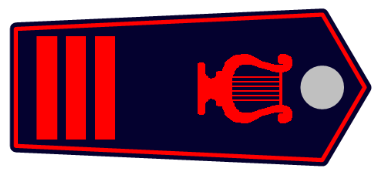
Hauptfeuerwehrmusikerin oder Hauptfeuerwehrmusiker
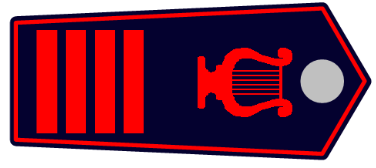
Feuerwehruntermusikmeisterin oder Feuerwehruntermusikmeister
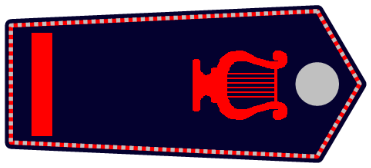
Feuerwehrmusikmeisterin oder Feuerwehrmusikmeister
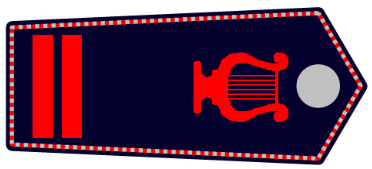
Feuerwehrobermusikmeisterin oder Feuerwehrobermusikmeister
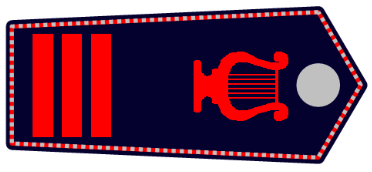
Feuerwehrhauptmusikmeisterin oder Feuerwehrhauptmusikmeister
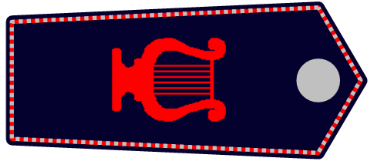
stellvertretende Dirigentin oder stellvertretender Dirigent und Dirigentin oder Dirigent
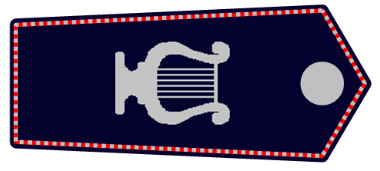
stellvertretende Zug- oder Stabführerin oder stellvertretender Zug- oder Stabführer und Zug- oder Stabführerin oder Zug- oder Stabführer
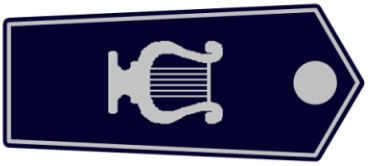
stellvertretende Kreisstabführerin oder stellvertretender Kreisstabführer und Kreisstabführerin oder Kreisstabführer; stellvertretende Stadtstabführerin oder stellvertretender Stadtstabführer in einer kreisfreien Stadt und Stadtstabführerin oder Stadtstabführer in einer kreisfreien Stadt

## Berufsfeuerwehr / Werkfeuerwehr / Betriebsfeuerwehr / Hauptamtliche Kräfte der Freiwilligen Feuerwehr / Beschäftigte der Leitstellen / feuerwehrtechnische Beamte des Instituts der Feuerwehr NRW
Laufbahngruppe 1, zweites Einstiegsamt (ehemals mittlerer Dienst)

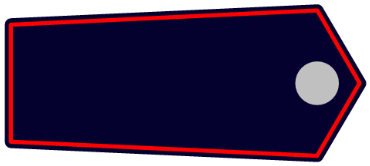
Brandmeister-Anwärter/in (Vorbereitungsdienst) Werkfeuerwehr: Feuerwehrmann-Anwärter/in
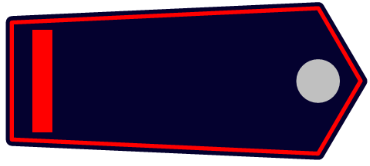
Werkfeuerwehr: Feuerwehrmann / -frau
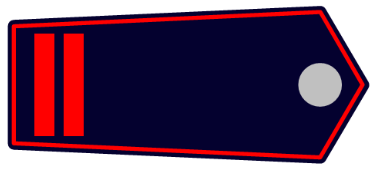
Werkfeuerwehr: Oberfeuerwehrmann / -frau
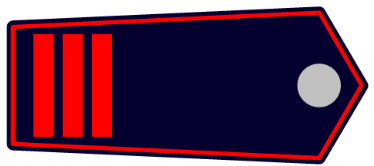
Brandmeister/in (Einstiegsamt) Werkfeuerwehr: Hauptfeuerwehrmann / -frau
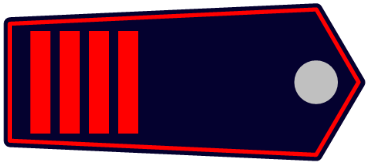
Oberbrandmeister/in Werkfeuerwehr: Unterbrandmeister/in
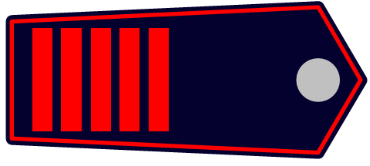
Hauptbrandmeister/in (mit u. ohne Amtszulage)
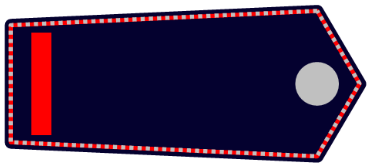
Brandmeister/in (mit Gruppenführerprüfung)
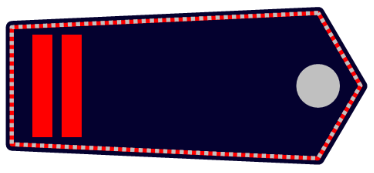
Oberbrandmeister/in (mit Gruppenführerprüfung)
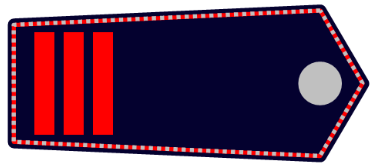
Hauptbrandmeister/in (mit Gruppenführerprüfung)
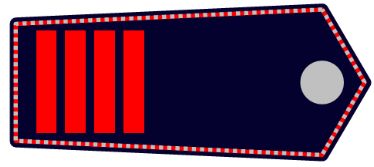
Hauptbrandmeister/in mit Amtszulage (mit Gruppenführerprüfung)

Laufbahngruppe 2, erstes Einstiegsamt (ehemals gehobener Dienst)

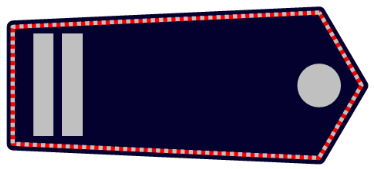
Brandoberinspektor/in mit Aufstieg nach §14LVOFeu
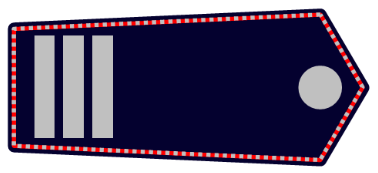
Brandamtmann/-frau mit Aufstieg nach §14LVOFeu
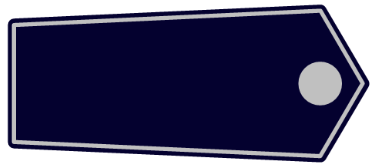
Brandoberinspektor-Anwärter/in (Vorbereitungsdienst)
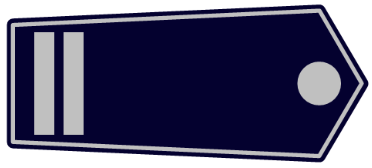
Brandoberinspektor/in (Einstiegsamt)
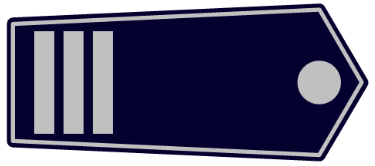
Brandamtmann/-frau
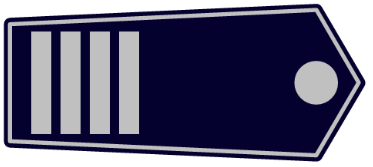
Brandamtsrat/rätin
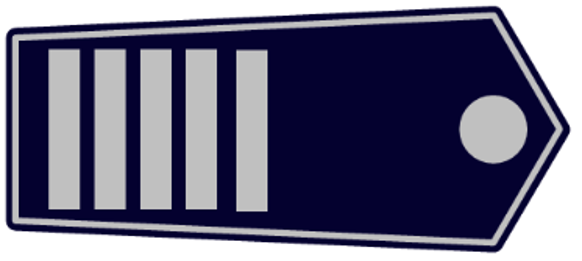
Brandoberamtsrat/-rätin (bis 30. Juni 2016)
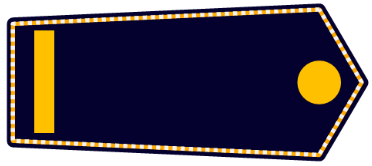
Brandrat/-rätin der Laufbahngruppe 2.1

Laufbahngruppe 2, zweites Einstiegsamt (ehemals höherer Dienst)

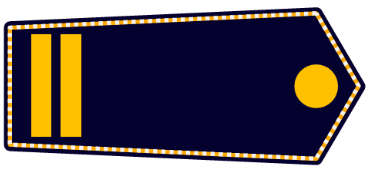
Oberbrandrat/-rätin mit Aufstieg nach §21LVOFeu
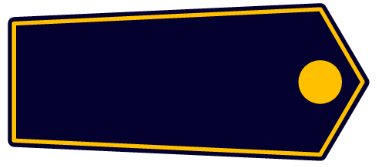
Brandreferendar/in (Vorbereitungsdienst)
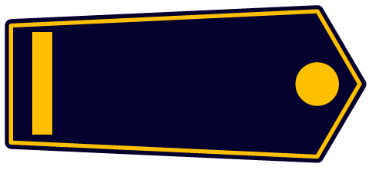
Brandrat/-rätin (Einstiegsamt) Werkfeuerwehr: Brandingenieur
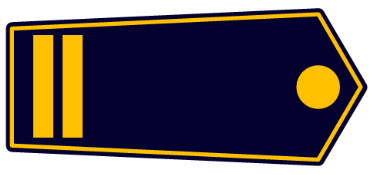
Oberbrandrat/-rätin Werkfeuerwehr: Brandoberingenieur
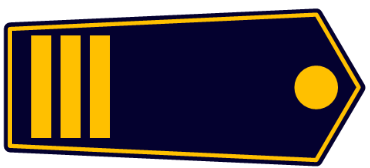
Branddirektor/in Werkfeuerwehr: Brandoberingenieur
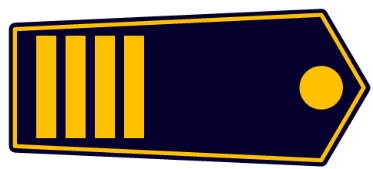
Leitende/r Branddirektor/in (A16) Werkfeuerwehr: Leiter/in der Werkfeuerwehr
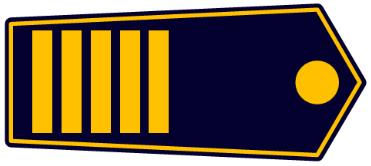
Leitende/r Branddirektor/in (B2) oder Direktor/in der (Berufs)[7] Feuerwehr (z. B. in Aachen, Bochum, Dortmund, Düsseldorf, Essen, Köln) / Direktor/in des Instituts der Feuerwehr / Inspekteur/in für Brand- und Katastrophenschutz im Innenministerium Nordrhein-Westfalen

## Helmkennzeichnung
Die Helmkennzeichnungen wurden in Nordrhein-Westfalen seit 1975 durch einen Erlass des Innenministers verbindlich geregelt und 2017 in einem neuen Erlass geändert. Sie entsprechen weitgehend dem Standard der meisten Bundesländer. Allgemein wird nicht der Dienstgrad gekennzeichnet, sondern Führungsqualifikationen. Bei der Berufsfeuerwehr jedoch kommt es ab der Laufbahngruppe 2.1(gehobener Dienst) dazu, dass alleine die Zugehörigkeit zur Laufbahngruppe gekennzeichnet wird.

## Kennzeichnungswesten
Kennzeichnungswesten werden eingesetzt, um Ansprechpartner oder Helfer mit besonderen Funktionen an der Einsatzstelle unverkennbar zu kennzeichnen. Sie geben keine Dienstgrade oder Qualifikationen wieder, sondern tatsächliche Funktionen im Einsatz. In einigen Städten und Kreise sind hierfür auch Koller im Gebrauch.
Seit 1998 werden für Nordrhein-Westfalen 4 Kennzeichnungen durch einen Erlass des Innenministeriums empfohlen:
- gelb – Einsatzleiter
- weiß – Einsatzabschnittsleiter
- grün – Pressesprecher
- weiß – Leitender Notarzt

Weitere Kennzeichnungen sind nach lokalen Regelungen möglich. Auch in anderen Bundesländern gibt es zusätzliche Farben, die teilweise auch im Widerspruch zur nordrhein-westfälischen Regelung stehen.

## Dienstmütze und Kordeln
Auch hier unterscheidet man zwischen Dienstgraden der Freiwilligen Feuerwehr und der Werk- und Berufsfeuerwehr.
| Kokarde       | Dienstmützenabzeichen | Mützenkordel                   | Freiwillige Kräfte                                    | Berufliche Kräfte |
| ------------- | --------------------- | ------------------------------ | ----------------------------------------------------- | --- |
| Bundeskokarde | Mützenabzeichen       | schwarzes Lackband             | Feuerwehrmann-Anwärter-Unterbrandmeister              | Laufbahngruppe 1, 2. Einstiegsamt (ehem. mD)                                                                                           |
| Bundeskokarde | Mützenabzeichen       | rot-silberne Kordel (⌀ 8 mm)   | Brandmeister-Hauptbrandmeister                        | Laufbahngruppe 1, 2. Einstiegsamt (ehem. mD) mit Gruppenführerprüfung und Brandoberinspektor/Brandamtmann mit Aufstieg nach §14 LVOFeu |
| Bundeskokarde | Mützenabzeichen       | silberne Kordel (⌀ 8 mm)       | Brandinspektor-Stadtbrandinspektor                    | Laufbahngruppe 2, 1. Einstiegsamt (ehem. gD) bis A12                                                                                   |
| Bundeskokarde | Mützenabzeichen       | silber-goldene Kordel (⌀ 8 mm) |                                                       | Brandrat in Laufbahngruppe 2, 1. Einstiegsamt (ehem. gD) und Oberbrandrat mit Aufstieg nach §21 LVOFeu                                 |
| Bundeskokarde | Mützenabzeichen       | goldene Kordel (⌀ 8 mm)        | Kreisbrandmeister-Bezirksbrandmeister und Fachberater | Laufbahngruppe 2, 2. Einstiegsamt (ehem. hD)                                                                                           |

Die Bundeskokarde darf nur von Angehörigen von Feuerwehren mit öffentlichen Trägern (Freiwillige Feuerwehren, Berufsfeuerwehren, Pflichtfeuerwehren) getragen werden, nicht jedoch von Angehörigen von Betriebs- und Werkfeuerwehren.

## Geschichte
Die nachfolgende Tabelle gibt eine Übersicht über die historischen Dienstgradbezeichnungen und Dienstgradabzeichen der Berufsfeuerwehr und Freiwilligen Feuerwehr in Nordrhein-Westfalen

### Dienstgradbezeichnungen der Feuerwehr NRW 1951
| Dienstgradabzeichen    | Dienstgradabzeichen                                                                    | Berufsfeuerwehr        | Freiwillige Feuerwehr                                       |
| ---------------------- | -------------------------------------------------------------------------------------- | ---------------------- | ----------------------------------------------------------- |
| Anwärter               | -                                                                                      | Anwärter               | Anwärter                                                    |
| Feuerwehrmann          | Rote Litzen (8x38 mm karmesinrot)                                                      | Feuerwehrmann          | Feuerwehrmann                                               |
| Oberfeuerwehrmann      | Rote Litzen (8x38 mm karmesinrot)                                                      | Oberfeuerwehrmann      | Oberfeuerwehrmann                                           |
| Brandmeister           | Rote Litzen (8x38 mm karmesinrot)                                                      | Brandmeister           | Brandmeister                                                |
| Oberbrandmeister       | Rote Litzen (8x38 mm karmesinrot)                                                      | Oberbrandmeister       | Oberbrandmeister                                            |
| Brandinspektoranwärter | Rot-weiße Kordel (3x38 mm Seidengespinst)                                              | Brandinspektoranwärter | -                                                           |
| Brandinspektor         | Leichtmetallspangen (8x38 mm gekörnt)                                                  | Brandinspektor         | Hauptbrandmeister als Leiter einer FF mit 4 u. 5 Gruppen    |
| Oberbrandinspektor     | Leichtmetallspangen (8x38 mm gekörnt)                                                  | Oberbrandinspektor     | Hauptbrandmeister als Leiter einer FF mit 6 u. 7 Gruppen    |
| Brandamtmann           | Leichtmetallspangen (8x38 mm gekörnt)                                                  | Brandamtmann           | Hauptbrandmeister als Leiter einer FF mit 8 u. mehr Gruppen |
| Brandingenieur         | Rot-weiße Kordel (3x38 mm Seidengespinst)                                              | Brandingenieur         | -                                                           |
| Brandassessor          | Messingabzeichen und (Ms 72, versilber, poliert) Leichtmetallspangen (8x38 mm gekörnt) | Brandassessor          | -                                                           |
| Brandrat               | Messingabzeichen und (Ms 72, versilber, poliert) Leichtmetallspangen (8x38 mm gekörnt) | Brandrat               | Kreisbrandmeister Standbrandmeister                         |
| Oberbrandrat           | Messingabzeichen und (Ms 72, versilber, poliert) Leichtmetallspangen (8x38 mm gekörnt) | Oberbrandrat           | Bezirksbrandmeister                                         |
| Branddirektor          | Messingabzeichen und (Ms 72, versilber, poliert) Leichtmetallspangen (8x38 mm gekörnt) | Branddirektor          | -                                                           |

### Dienstgradbezeichnungen der Feuerwehr NRW 1959
| Dienstgradabzeichen    | Dienstgradabzeichen                                       | Berufsfeuerwehr        | Freiwillige Feuerwehr                                        |
| ---------------------- | --------------------------------------------------------- | ---------------------- | ------------------------------------------------------------ |
| Anwärter               | -                                                         | Anwärter               | Anwärter                                                     |
| Feuerwehrmann          | Rote Litzen (8x38 mm karmesinrot)                         | Feuerwehrmann          | Feuerwehrmann                                                |
| Oberfeuerwehrmann      | Rote Litzen (8x38 mm karmesinrot)                         | Oberfeuerwehrmann      | Oberfeuerwehrmann                                            |
| Unterbrandmeister      | Rote Litzen (8x38 mm karmesinrot)                         | -                      | Unterbrandmeister                                            |
| Brandmeister           | Rote Litzen (8x38 mm karmesinrot und 1 kleiner Stern)     | Brandmeister           | Brandmeister (1 Gruppe)                                      |
| Oberbrandmeister       | Rote Litzen (8x38 mm karmesinrot und 1 kleiner Stern)     | Oberbrandmeister       | Oberbrandmeister (2 Gruppen)                                 |
| Hauptbrandmeister      | Rote Litzen (8x38 mm karmesinrot und 1 kleiner Stern)     | Hauptbrandmeister      | -                                                            |
| Brandinspektoranwärter | Rot-weiße Kordel (3x38 mm Seidengespinst)                 | Brandinspektoranwärter | -                                                            |
| Brandinspektor         | Leichtmetallspangen (8x38 mm gekörnt)                     | Brandinspektor         | Hauptbrandmeister als Leiter einer FF mit 3 bis 4 Gruppen    |
| Brandoberinspektor     | Leichtmetallspangen (8x38 mm gekörnt)                     | Brandoberinspektor     | Hauptbrandmeister als Leiter einer FF mit 5 bis 6 Gruppen    |
| Brandamtmann           | Leichtmetallspangen (8x38 mm gekörnt)                     | Brandamtmann           | Hauptbrandmeister als Leiter einer FF mit 7 bis 8 Gruppen    |
| Brandoberamtmann       | Leichtmetallspangen (8x38 mm gekörnt und 1 kleiner Stern) | Brandoberamtmann       | Hauptbrandmeister als Leiter einer FF mit mehr als 8 Gruppen |
| Brandreferendar        | Rot-weiße Kordel (3x38 mm Seidengespinst)                 | Brandreferendar        | -                                                            |
| Brandassessor          | großer Stern                                              | Brandassessor          | -                                                            |
| Brandrat               | großer Stern und Eichenlaubkranz                          | Brandrat               | Kreisbrandmeister Stadtbrandmeister                          |
| Oberbrandrat           | großer Stern und Eichenlaubkranz                          | Oberbrandrat           | Bezirksbrandmeister                                          |
| Branddirektor          | großer Stern und Eichenlaubkranz                          | Branddirektor          | -                                                            |

### Dienstgradbezeichnungen der Feuerwehr NRW 1971
| Dienstgradabzeichen als Ärmelabzeichen | Dienstgradabzeichen als Ärmelabzeichen | Berufsfeuerwehr                             | Freiwillige Feuerwehr | Mützenband oder -kordel der Dienstmütze |
| -------------------------------------- | -------------------------------------- | ------------------------------------------- | --- | --------------------------------------- |
| Feuerwehrmann-Anwärter                 | rot                                    | Feuerwehrmann-Anwärter                      | Feuerwehrmann-Anwärter | schwarzes Lacklederband                 |
| Feuerwehrmann                          | rot                                    | Feuerwehrmann                               | Feuerwehrmann | schwarzes Lacklederband                 |
| Oberfeuerwehrmann                      | rot                                    | Oberfeuerwehrmann (Besoldungsgruppe A6)     | Oberfeuerwehrmann | schwarzes Lacklederband                 |
| Brandmeister                           | rot                                    | Oberfeuerwehrmann (Besoldungsgruppe A7)     | Unterbrandmeister | schwarzes Lacklederband                 |
| Brandmeister                           | rotsilber-gedrillt                     | Brandmeister                                | Brandmeister | rotsilber-gedrillte Kordel (⌀ 8 mm)     |
| Oberbrandmeister                       | rotsilber-gedrillt                     | Oberbrandmeister                            | Oberbrandmeister (Leiter einer Wehr mit 2 Gruppen)                                                                          | rotsilber-gedrillte Kordel (⌀ 8 mm)     |
| Hauptbrandmeister                      | rotsilber-gedrillt                     | Hauptbrandmeister                           | - | rotsilber-gedrillte Kordel (⌀ 8 mm)     |
| Brandamtsrat                           | silberfarben                           | Brandinspektor-Anwärter                     | - | silberfarbene Kordel (⌀ 8 mm)           |
| Brandinspektor                         | silberfarben                           | Brandinspektor                              | Hauptbrandmeister (Leiter einer Wehr mit 3 bis 4 Gruppen)                                                                   | silberfarbene Kordel (⌀ 8 mm)           |
| Brandoberinspektor                     | silberfarben                           | Brandoberinspektor                          | Hauptbrandmeister (Leiter einer Wehr mit 5 bis 6 Gruppen)                                                                   | silberfarbene Kordel (⌀ 8 mm)           |
| Brandamtmann                           | silberfarben                           | Brandamtmann                                | Hauptbrandmeister (Leiter einer Wehr mit 7 bis 8 Gruppen)                                                                   | silberfarbene Kordel (⌀ 8 mm)           |
| Brandamtsrat                           | silberfarben                           | Brandoberamtmann                            | Hauptbrandmeister (Leiter einer Wehr mit mehr als 8 Gruppen)                                                                | silberfarbene Kordel (⌀ 8 mm)           |
| Brandoberamtsrat                       | silberfarben                           | Brandoberamtsrat                            | - | silberfarbene Kordel (⌀ 8 mm)           |
| Brandreferendar                        | goldfarben                             | Brandreferendar                             | - | goldfarbene Kordel (⌀ 8 mm)             |
| Bandrat                                | goldfarben                             | Brandassessor, Brandrat                     | Kreisbrandmeister Stadtbrandmeister Leiter einer Wehr mit Vier und mehr Gruppen in kreisfreien Städten ohne Berufsfeuerwehr | goldfarbene Kordel (⌀ 8 mm)             |
| Oberbandrat                            | goldfarben                             | Oberbrandrat                                | Bezirksbrandmeister | goldfarbene Kordel (⌀ 8 mm)             |
| OBranddirektor                         | goldfarben                             | Branddirektor                               | - | goldfarbene Kordel (⌀ 8 mm)             |
| Oberbranddirektor                      | goldfarben                             | Leitender Branddirektor (Oberbranddirektor) | - | goldfarbene Kordel (⌀ 8 mm)             |

### Dienstgradbezeichnungen der Feuerwehr NRW 1983

#### Berufsfeuerwehr und hauptberufliche Kräfte der freiwilligen Feuerwehr NRW 1983
| Dienstgradabzeichen als Ärmelabzeichen | Dienstgradabzeichen als Ärmelabzeichen | Dienststellung                                               | Berufsfeuerwehr                        | Mützenband oder -kordel der Dienstmütze |
| -------------------------------------- | -------------------------------------- | ------------------------------------------------------------ | -------------------------------------- | --------------------------------------- |
|                                        | -                                      | Truppmann                                                    | Feuerwehrmann-Anwärter                 | schwarzes Lacklederband                 |
| Feuerwehrmann                          | rot                                    | Truppmann                                                    | Feuerwehrmann                          | schwarzes Lacklederband                 |
| Oberfeuerwehrmann                      | rot                                    | Truppmann                                                    | Oberfeuerwehrmann                      | schwarzes Lacklederband                 |
| Brandmeister                           | rot                                    | Truppführer (Trupp als nicht selbständige Taktische Einheit) | Brandmeister                           | schwarzes Lacklederband                 |
| Oberbrandmeister-Lehrgang B III        |                                        |                                                              |                                        |                                         |
| Oberbrandmeister                       | rotsilber-gedrillt                     | Gruppenführer                                                | Oberbrandmeister                       | rotsilber-gedrillte Kordel (⌀ 8 mm)     |
| Hauptbrandmeister                      | rotsilber-gedrillt                     | Gruppenführer / Zugführer                                    | Hauptbrandmeister                      | rotsilber-gedrillte Kordel (⌀ 8 mm)     |
| Brandamtsrat                           | silberfarben                           |                                                              | Brandinspektor-Anwärter                | silberfarbene Kordel (⌀ 8 mm)           |
| Brandinspektor-Lehrgang B IV           |                                        |                                                              |                                        |                                         |
| Brandinspektor                         | silberfarben                           | Zugführer / Wachvorsteher                                    | Brandinspektor                         | silberfarbene Kordel (⌀ 8 mm)           |
| Brandoberinspektor                     | silberfarben                           | Zugführer / Wachvorsteher                                    | Brandoberinspektor                     | silberfarbene Kordel (⌀ 8 mm)           |
| Brandamtmann                           | silberfarben                           | Zugführer / Wachvorsteher                                    | Brandamtmann                           | silberfarbene Kordel (⌀ 8 mm)           |
| Brandamtsrat                           | silberfarben                           | Zugführer / Wachvorsteher                                    | Brandamtsrat                           | silberfarbene Kordel (⌀ 8 mm)           |
| Brandoberamtsrat                       | silberfarben                           | Abschnittsleiter / Wehrleiter                                | Brandoberamtsrat                       | silberfarbene Kordel (⌀ 8 mm)           |
| Brandreferendar                        | goldfarben                             |                                                              | Brandreferendar                        | goldfarbene Kordel (⌀ 8 mm)             |
| Bandrat                                | goldfarben                             | Wehrleiter / Direktionsdienst                                | Brandrat z. A. Brandrat                | goldfarbene Kordel (⌀ 8 mm)             |
| Oberbandrat                            | goldfarben                             | Wehrleiter / Direktionsdienst                                | Oberbrandrat                           | goldfarbene Kordel (⌀ 8 mm)             |
| OBranddirektor                         | goldfarben                             | Wehrleiter / Direktionsdienst                                | Branddirektor                          | goldfarbene Kordel (⌀ 8 mm)             |
| Oberbranddirektor                      | goldfarben                             | Wehrleiter / Direktionsdienst                                | Ltd. Branddirektor (Oberbranddirektor) | goldfarbene Kordel (⌀ 8 mm)             |
| Direktor der Berufsfeuerwehr           | goldfarben                             | Wehrleiter / Direktionsdienst                                | Direktor der Berufsfeuerwehr           | goldfarbene Kordel (⌀ 8 mm)             |

#### Freiwillige Feuerwehr NRW 1983
| Dienstgradabzeichen als Ärmelabzeichen | Dienstgradabzeichen als Ärmelabzeichen | Dienststellung | Freiwillige Feuerwehr       | Mützenband oder -kordel der Dienstmütze | Helmkennzeichnung                                            |
| -------------------------------------- | -------------------------------------- | --- | --------------------------- | --------------------------------------- | ------------------------------------------------------------ |
| Feuerwehrmann-Anwärter                 | -                                      | Truppmann | Feuerwehrmann-Anwärter      | schwarzes Lacklederband                 | Truppmann / Truppführer                                      |
| Feuerwehrmann                          | rot                                    | Truppmann | Feuerwehrmann               | schwarzes Lacklederband                 | Truppmann / Truppführer                                      |
| Oberfeuerwehrmann                      | rot                                    | Truppmann | Oberfeuerwehrmann           | schwarzes Lacklederband                 | Truppmann / Truppführer                                      |
| Truppführer-Lehrgang F II              |                                        | |                             |                                         | Truppmann / Truppführer                                      |
| Brandmeister                           | rot                                    | Truppführer (Trupp als nicht selbständige Taktische Einheit)                                                      | Unterbrandmeister           | schwarzes Lacklederband                 | Truppmann / Truppführer                                      |
| Gruppenführer-Lehrgang F III           |                                        | |                             |                                         |                                                              |
| Brandmeister                           | rotsilber-gedrillt                     | stellv. Gruppenführer / Gruppenführer                                                                             | Brandmeister                | rotsilber-gedrillte Kordel (⌀ 8 mm)     | Gruppenführer                                                |
| Oberbrandmeister                       | rotsilber-gedrillt                     | Gruppenführer | Oberbrandmeister            | rotsilber-gedrillte Kordel (⌀ 8 mm)     | Gruppenführer                                                |
| Zugführer-Lehrgang F IV                |                                        | |                             |                                         |                                                              |
| Hauptbrandmeister                      | rotsilber-gedrillt                     | stellv. Zugführer                                                                                                 | Hauptbrandmeister           | rotsilber-gedrillte Kordel (⌀ 8 mm)     | Zugführer                                                    |
| Brandinspektor                         | silberfarben                           | Zugführer | Hauptbrandmeister           | silberfarbene Kordel (⌀ 8 mm)           | Zugführer                                                    |
| Führen von Verbänden-Lehrgang F V      |                                        | |                             |                                         |                                                              |
| Brandoberinspektor                     | silberfarben                           | Zugführer / stellv. Wehrführer in Gemeinden bis 25.000 Einwohner                                                  | Hauptbrandmeister           | silberfarbene Kordel (⌀ 8 mm)           | Verbandsführer / Leiter der Feuerwehr                        |
| Wehrführer-Lehrgang                    |                                        | |                             |                                         | Verbandsführer / Leiter der Feuerwehr                        |
| Brandamtmann                           | silberfarben                           | Wehrführer in Gemeinden bis 25.000 Einwohner / stellv. Wehrführer in Gemeinden von 25.000 bis 60.000 Einwohnern   | Stadt-/Gemeindebrandmeister | silberfarbene Kordel (⌀ 8 mm)           | Verbandsführer / Leiter der Feuerwehr                        |
| Brandamtsrat                           | silberfarben                           | Wehrführer in Gemeinden von 25.000 bis 60.000 Einwohnern / stellv. Wehrführer in Gemeinden über 60.000 Einwohnern | Stadt-/Gemeindebrandmeister | silberfarbene Kordel (⌀ 8 mm)           | Verbandsführer / Leiter der Feuerwehr                        |
| Brandoberamtsrat                       | silberfarben                           | Wehrführer in Gemeinden über 60.000 Einwohnern / stellv. Kreisbrandmeister                                        | Stadt-/Gemeindebrandmeister | silberfarbene Kordel (⌀ 8 mm)           | Verbandsführer / Leiter der Feuerwehr                        |
| Bandrat                                | goldfarben                             | Unterstützung des Oberkreisdirektors bei der Aufsicht über die Freiw. Feuerwehren                                 | Kreisbrandmeister           | goldfarbene Kordel (⌀ 8 mm)             | Bezirksbrandmeister / Kreisbrandmeister sowie Stellvertreter |
| Oberbandrat                            | goldfarben                             | Unterstützung des Regierungspräsidiums bei der Aufsicht über die Freiw. Feuerwehren                               | stellv. Bezirksbrandmeister | goldfarbene Kordel (⌀ 8 mm)             | Bezirksbrandmeister / Kreisbrandmeister sowie Stellvertreter |
| OBranddirektor                         | goldfarben                             | Unterstützung des Regierungspräsidiums bei der Aufsicht über die Freiw. Feuerwehren                               | Bezirksbrandmeister         | goldfarbene Kordel (⌀ 8 mm)             | Bezirksbrandmeister / Kreisbrandmeister sowie Stellvertreter |